# Chuck Feeney
Charles Francis „Chuck“ Feeney (* 23. April 1931 in Elizabeth, New Jersey; † 9. Oktober 2023 in San Francisco, Kalifornien) war ein US-amerikanischer Unternehmer und Philanthrop. Er war der Mitbegründer des Duty-free-Shop-Unternehmens DFS Group. Über die von ihm finanzierte Stiftung The Atlantic Philanthropies spendete er zwischen 1982 und 2020 über 8 Milliarden US-Dollar an Bildungseinrichtungen und für gemeinnützige Zwecke.

## Leben
Charles Francis Feeney wurde 1931 als mittleres von drei Kindern einer irischstämmigen Familie in New Jersey geboren. Seine Eltern waren der Versicherungsagent Leo Feeney und die Krankenschwester Madaline Feeney.
Während des Koreakrieges diente er in der US Air Force und begann danach ein Studium an der Cornell School of Hotel Administration, was ihm nur durch die Leistungen aus der G. I. Bill möglich war. Nach Abschluss seines Studiums ging Feeney 1956 nach Frankreich, wo er seine Ausbildung in Grenoble fortsetzte. Später begann er damit, steuerfreien Alkohol an die Seeleute der US Navy zu verkaufen.
Gemeinsam mit dem Cornell-Alumnus Robert Warren „Bob“ Miller begann er in den 1950er Jahren in Asien nach dem neu aufkommenden Konzept des Duty-free-Shopping Autos, Parfüm und Schmuck an US-Soldaten und Touristen zu verkaufen. Später stiegen der Steueranwalt Tony Pilaro und der Buchhalter Alan Parker als Partner in das Unternehmen ein, um es professioneller aufzustellen. 1960 wurde das Handelsunternehmen Duty Free Shoppers gegründet. Aus dem Unternehmen ging die international tätige DFS Group hervor. Bereits vier Jahre danach hatten sie 200 Angestellte in 27 Ländern. Beflügelt vor allem von der rasanten wirtschaftlichen Entwicklung Japans und den damit einhergehenden stark ansteigenden Tourismus-Zahlen im pazifischen Raum entwickelte sich DFS zu einem der profitabelsten Einzelhandelsunternehmen. Feeney und Miller wurden durch die erfolgreiche Unternehmung beide zu Milliardären. Sie investierten in Hotels, Einzelhändler, Textilunternehmen und später auch in Technologie-Startups.
Inspiriert von seiner stets gemeinnützig tätigen Mutter und vor allem von Andrew Carnegies Essay The Gospel of Wealth gründete Feeney 1982 The Atlantic Foundation, aus der später die in Bermuda ansässige Stiftung The Atlantic Philanthropies hervorging. Deren Investitionen wurden durch den Finanzinvestor General Atlantic betreut, der ebenfalls von Feeney gegründet worden war. 1984 überschrieb Feeney der Stiftung seine gesamten DFS-Anteile von 38,75 %. Die Stiftung investierte während ihres Bestehens über 8 Milliarden US-Dollar in zahlreiche Bildungseinrichtungen und karitative Projekte in den Vereinigten Staaten, Australien, Vietnam, Bermuda, Südafrika und Irland. Feeney selbst blieb dabei stets im Hintergrund. Die Spenden erfolgten anonym oder die Empfänger der Spenden wurden zu strenger Verschwiegenheit verpflichtet. Im September 2020 wurde die Stiftung geschlossen, da sie ihren Zweck erfüllt und alles Stiftungsvermögen ausgegeben hatte.
1988 nahm Forbes Feeney mit einem angeblichen Privatvermögen von 1,3 Milliarden US-Dollar auf Platz 31 der jährlichen Forbes-400-Liste auf, wodurch er erstmals einer größeren Öffentlichkeit bekannt wurde. Tatsächlich lag der Vermögenswert zu dieser Zeit bereits deutlich höher und das Vermögen gehörte der Stiftung und nicht mehr Feeney als Privatperson. Feeneys Team sah davon ab, eine Gegendarstellung anzustreben, und so blieb er bis 1996 auf der Forbes-Liste. 1997 verkauften Feeney und seine Geschäftspartner Pilaro und Parker ihre Anteile an der DFS Group an das Luxusgüterunternehmen LVMH für 2,47 Milliarden US-Dollar. Da Bob Miller den Verkauf seines Anteils weiter ablehnte und sich ein Rechtsstreit zwischen den Partnern abzeichnete, kam Feeney einer Offenlegung seiner Vermögensverhältnisse selbst zuvor und stimmte einem Gespräch mit der Journalistin Judith Miller zu, die über Feeney einen Artikel in der New York Times schrieb. Erst dadurch wurde öffentlich bekannt, dass Feeney seinen gesamten Anteil der Stiftung übertragen hatte.
Bill Gates und Warren Buffett nennen Feeneys karitatives Engagement als wichtigen Impuls zur Gründung der Bill & Melinda Gates Foundation und der Giving Pledge. Ab dem Jahr 2005 ließ Feeney von dem Autor Conor O’Clery seine Biographie The Billionaire Who Wasn’t: How Chuck Feeney Secretly Made and Gave Away a Fortune verfassen, die seinen Grundsatz „Giving while living“ einem größeren Kreis bekannt machen sollte und mit der er weitere Vermögende inspirieren wollte, noch zu Lebzeiten mehr Geld für gemeinnützige Zwecke zu spenden. 2014 wurde Feeney in die American Academy of Arts and Sciences gewählt.
Aus seiner ersten Ehe mit der Französin Danielle J. Feeney gingen vier Töchter und ein Sohn hervor. In zweiter Ehe war er mit seiner ehemaligen Sekretärin Helga verheiratet und lebte in Wohnungen in Dublin, Brisbane und San Francisco. Sein Privatvermögen betrug zuletzt noch etwa 2 Millionen US-Dollar. Er verstarb am 9. Oktober 2023 in San Francisco.

## Dokumentarfilm
- Secret Billionaire: The Chuck Feeney Story. 2009, Irland, Regie: Ciaran O’Connor